# علی اوداباس
علی اوداباس (انگلیسی: Ali Odabas؛ زادهٔ ۲۰ اکتبر ۱۹۹۳) بازیکن فوتبال اهل آلمان است.
از باشگاه‌هایی که در آن بازی کرده‌است می‌توان به باشگاه فوتبال وی‌اف‌آر آلن اشاره کرد.